# Kaledzizna
Kaledzizna (biał. Калядзізна, Kaladzizna; ros. Коледизна, Koledizna) – wieś na Białorusi, w obwodzie brzeskim, w rejonie prużańskim, w sielsowiecie Suchopol.
W latach 1921–1939 należała do gminy Suchopol.
Według Powszechnego Spisu Ludności z 1921 roku wieś zamieszkiwało 11 osób, wśród których wszystkie były wyznania prawosławnego i jednocześnie wszyscy zadeklarowali białoruską przynależność narodową. Był tu 1 budynek mieszkalny.